# Ectropothecium malacoblastum
Ectropothecium malacoblastum là một loài Rêu trong họ Hypnaceae. Loài này được (Müll. Hal.) A. Jaeger mô tả khoa học đầu tiên năm 1880.